# Chuzhou
Chuzhou (chiń. 滁州; pinyin Chúzhōu) – miasto o statusie prefektury miejskiej we wschodnich Chinach, w prowincji Anhui. W 2010 roku liczba mieszkańców miasta wynosiła 355 037. Prefektura miejska w 1999 roku liczyła 4 208 871 mieszkańców.

## Podział administracyjny
Prefektura miejska Chuzhou podzielona jest na:
- 2 dzielnice: Langya, Nanqiao,
- 2 miasta: Mingguang, Tianchang,
- 4 powiaty: Lai’an, Quanjiao, Dingyuan, Fengyang.